# 예원예술대학교
예원예술대학교(藝苑藝術大學校, Yewon Arts University)는 전북특별자치도 임실군과 경기도 양주시에 소재한 예술계열 사립 대학이다.

## 연혁
1999년 12월 17일, 예원대학교가 설립되고, 이듬해 3월 1일 개교한다. 2003년 7월 14일 교명을 예원예술대학교로 변경하고 현재에 이르고 있다.
2020년 개교 20주년을 맞이하였으며 송용운이 총장으로 재임하고 있다.

## 교육편제
예원예술대학교는 창조적 예술인, 실용적 전문인, 봉사적 교육인을 양성하겠다는 교육 이념을 바탕으로 전공을 편제하고 있다. 예원예술대학교는 별도의 단과대학 편성 없이 학부 과정을 편제하고 있다. 예원예술대학교는 일반대학원 미설치교로, 특수대학원 2개원만을 운영하여 연구 과정보다는 직업 특성화 교육 과정을 바탕으로 석사 학위를 수여하고 있다.

### 전북희망캠퍼스
예원예술대학교 전북희망캠퍼스의 학부 과정은 융합디자인전공 등 7개 전공을 설치하고 있다.

### 경기드림캠퍼스
예원예술대학교 경기드림캠퍼스의 학부 과정은 귀금속보석디자인전공 등 4개 전공을 설치하고 있다.

### 대학원
예원예술대학교는 특수대학원으로 문화예술대학원, 사회복지대학원을 운영하여 석사 학위를 수여하고 있다.

## 같이 보기
- 대한민국의 교육